# Teresa Jeleńska
Teresa „Rena” Jeleńska, z domu Skarżyńska (ur. w 1890 w Jedwabnem, zm. 4 lub 5 czerwca 1969 w Dijon pod Paryżem) – tłumaczka literatury, dziennikarka. Matka Konstantego Jeleńskiego.

## Życiorys
Była córką Henryka Skarżyńskiego i Marii Magdaleny Skarżyńskiej, z d. Czarnowskiej. Jej bratem był Kazimierz Skarżyński (1887-1962), siostrą Magdalena Skarżyńska (1897-1975).
W 1918 poślubiła dyplomatę Konstantego Jeleńskiego, razem z nim przebywała następnie na placówkach dyplomatycznych zagranicą. Jej synem był Konstanty Jeleński (1922-1987), którego biologicznym ojcem był Carlo Sforza.  W latach 30. XX wieku obracała się w kręgu warszawskich artystów związanych ze Skamandrem i Wiadomościami Literackimi. W grudniu 1939 opuściła Polskę i przez Rzym i Francję przedostała się do Wielkiej Brytanii. Współpracowała jako korektorka i korespondentka kulturalna z londyńskim „Dziennikiem Polskim i Dziennikiem Żołnierza”, w którym publikowała felietony Listy ze Szkocji. Po II wojnie światowej mieszkała w Wenecji, następnie w Rzymie i od 1963 w Paryżu.
Przetłumaczyła na francuski Całe życie Sabiny Heleny Boguszewskiej (rękopis tłumaczenia zaginął podczas II wojny światowej) i Klucze Marii Kuncewiczowej, na polski Nazywam się milion Zoe Zajdlerowej (1942 - wydane bez podania nazwiska autorki), Folwark zwierzęcy George’a Orwella (1947), Wspomnienia rodzinne Eleny Croce (1966). Tłumaczyła także utwory Orwella, Curzio Malapartego i Jana Čepa publikowane w londyńskich Wiadomościach i paryskiej Kulturze. Jej opowiadanie Royal-Legrand ukazało się w nr 10 z 1969 Wiadomości.
Zmarła w klinice Dijon pod Paryżem. Jest pochowana na cmentarzu w Jours-en-Vaux.  